# إيوان كرواتورو
إيوان كرواتورو هو مصارع محترف كندي، ولد في 7 ديسمبر 1963 في هاميلتون في كندا، وتوفي في 21 فبراير 2017 في تورونتو في كندا بسبب نوبة قلبية.

## روابط خارجية
- إيوان كرواتورو على موقع WrestlingData.com (الإنجليزية)
- إيوان كرواتورو على موقع CageMatch worker (الإنجليزية)
- إيوان كرواتورو على موقع قاعدة بيانات المصارعة على الإنترنت (الإنجليزية)
- إيوان كرواتورو على موقع عالم المصارعة على الإنترنت (الإنجليزية)